# Kredietregistratiebureau
Een kredietregistratiebureau is een instelling die van particulieren of organisaties informatie verzamelt en verstrekt met betrekking tot afgesloten kredietcontracten, zoals leningen, creditcards en debetfaciliteiten op betaalrekeningen. Deze informatie kan door financiële instellingen worden opgevraagd wanneer een klant een nieuwe lening aanvraagt, om klanten tegen overmatig lenen te beschermen, en het kredietrisico voor financiële instellingen te verlagen. In Nederland ligt de rol van kredietregistratiebureau in handen van het Bureau Krediet Registratie, in België ligt deze taak in handen van de Nationale Bank van België. 